# 시기산구치역
시기산구치역(일본어: 信貴山口駅)은 일본 오사카부 야오시에 위치한 긴키 닛폰 철도의 철도역이다. 시기 선의 종착역이자, 니시시기코사쿠 선의 시점이기도 하며, 역 번호의 경우 시기 선은 J 14, 니시시기코사쿠 선은 Z 14이며, 총 2면 1선 구조의 승강장을 갖춘 지상역이다.

## 이용 현황
| 연도별 1일 평균 하차 승차 인원 | 연도별 1일 평균 하차 승차 인원 | 연도별 1일 평균 하차 승차 인원 | 연도별 1일 평균 하차 승차 인원 | 연도별 1일 평균 하차 승차 인원 |
| 연도                           | 특정일                         | 특정일                         | 특정일                         | 1일 평균 승차 인원             |
| 연도                           | 조사일                         | 하차 인원                      | 승차 인원                      | 1일 평균 승차 인원             |
| ------------------------------ | ------------------------------ | ------------------------------ | ------------------------------ | ------------------------------ |
| 2000년                         | 11/7                           | 1,804                          | 808                            | 1,058                          |
| 2001년                         | -                              | -                              | -                              | -                              |
| 2002년                         | -                              | -                              | -                              | -                              |
| 2003년                         | 11/11                          | 1,754                          | 889                            | -                              |
| 2004년                         | -                              | -                              | -                              | -                              |
| 2005년                         | 11/8                           | 1,635                          | 816                            | 981                            |
| 2006년                         | -                              | -                              | -                              | 960                            |
| 2007년                         | -                              | -                              | -                              | 960                            |
| 2008년                         | 11/18                          | 1,612                          | 804                            | 974                            |
| 2009년                         | -                              | -                              | -                              | 972                            |
| 2010년                         | 11/9                           | 1,495                          | 749                            | 926                            |
| 2011년                         | -                              | -                              | -                              | 884                            |
| 2012년                         | 11/13                          | 1,539                          | 760                            | 856                            |
| 2013년                         | -                              | -                              | -                              | 858                            |
| 2014년                         | -                              | -                              | -                              | 827                            |
| 2015년                         | 11/10                          | 1,402                          | 602                            |                                |

## 역 주변
- 오사카 부도 177호 히가시타카야스 데이샤죠 선

## 역사
- 1930년 12월 15일 : 오사카 전기 궤도 시기 선의 야마모토 - 당 역 간및 시기산 전철 강삭선의 당 역 - 다카야스야마 간의 개통과 동시에 개업.
- 1931년 10월 29일 : 시기산 전철이 시기산 급행 전철로 사명을 변경해, 당 회사와 대궤도의 공동 사용역이 됨.
- 1941년 3월 15일 : 대궤도가 산구 급행 전철과의 합병에 의해 간사이 급행 전철로 되어, 당 회사와 시기산 급행 전철의 공동역이 됨.
- 1944년
  - 1월 7일 : 시기산 급행 전철 강삭선이 불요 불급선으로서 운행이 중단됨.
  - 4월 1일 : 간큐가 시기산 급행 전철을 합병해, 간큐의 단독역이 됨.
  - 6월 1일 : 전시 통합에 의해 간큐가 긴키 닛폰 철도로 개조되어, 이 회사의 역이 됨.
- 1948년 7월 1일 : 히가시타카야스역으로 개칭.
- 1957년 3월 21일 : 다시 시기산구치역으로 개칭. 구) 시기산 급행 전철 강삭선이 긴테쓰 니시시기강삭선으로 영업 재개.
- 1967년 12월 20일 : 오사카 선과 직통 운행 폐지.
- 2007년 4월 1일 : IC 카드 PiTaPa 사용 개시.

## 인접 역
| 긴키 닛폰 철도 시기 선             | 긴키 닛폰 철도 시기 선 | 긴키 닛폰 철도 시기 선             |
| ---------------------------------- | ---------------------- | ---------------------------------- |
| J13 핫토리가와 가와치야마모토 방면 | J 시기 선              | 시·종착역                          |
| 긴키 닛폰 철도 니시시기코사쿠 선   |                        |                                    |
| 시·종착역                          | Z 니시시기코사쿠 선    | 다카야스야마 Z15 다카야스야마 방면 |